# Тарханка (Восточно-Казахстанская область)
Тарханка (каз. Тарханка) — село в Глубоковском районе Восточно-Казахстанской области Казахстана. Административный центр Тарханского сельского округа. Находится примерно в 46 км к востоку от районного центра, посёлка Глубокое. Код КАТО — 634067100.

## Население
В 1999 году население села составляло 1918 человек (902 мужчины и 1016 женщин). По данным переписи 2009 года в селе проживал 1691 человек (814 мужчин и 877 женщин).